# 17211 Brianfisher
17211 Brianfisher (2000 AY174) là một tiểu hành tinh vành đai chính được phát hiện ngày 7 tháng 1 năm 2000 bởi nhóm nghiên cứu tiểu hành tinh gần Trái Đất phòng thí nghiệm Lincoln ở Socorro.